# Evedal
Evedal is een plaats in de gemeente Växjö in het landschap Småland en de provincie Kronobergs län in Zweden. De plaats heeft 88 inwoners (2005) en een oppervlakte van 26 hectare. De plaats ligt aan het meer Helgasjön en wordt voor de rest vooral omringd door bos. Er zijn onder andere een camping en verschillende plaatsen waar men in het Helgasjön kan zwemmen bij het dorp te vinden. De stad Växjö ligt een paar kilometer ten zuiden van het dorp.

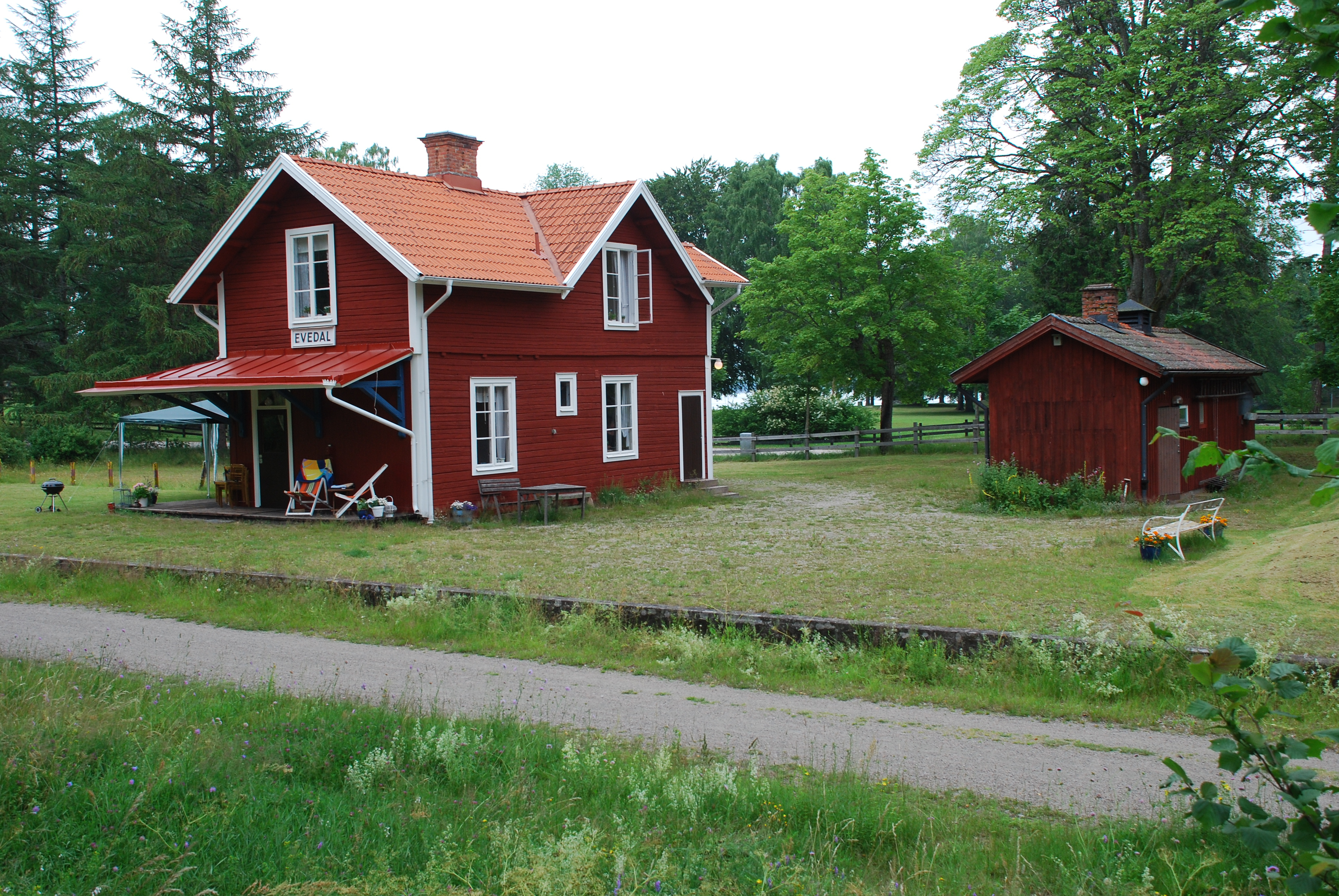
Station